# Atentado terrorista em Saint-Quentin-Fallavier
O atentado terrorista de Saint-Quentin-Fallavier foi um ataque terrorista islâmico,  por um único indivíduo, que ocorreu no dia 26 de junho de 2015 numa fábrica de gás industrial em Saint-Quentin-Fallavier (Isère) na região Rhône-Alpes.
O saldo é um morto, Hervé Cornara, assassinado antes do ataque própriamente dito, e dois funcionários feridos na explosão; o criminoso,   Yassin Salhi,  é preso no local e mais tarde suicida-se na prisão na noite de 22 de dezembro de 2015. 

## Desenvolvimento
No dia 26 de junho de 2015, um atentado ocorreu numa fábrica de gás industrial classificada Seveso «baixo nível», Air Products, numa zona industrial de Saint-Quentin-Fallavier. Um carro entrou na fábrica e fez explodir várias botijas de gás.
Segundo Libération e France Info, um corpo foi decapitado, a cabeça foi exposta nas grades da entrada da fábrica.

## Investigação
Segundo o Ministro do Interior Bernard Cazeneuve, o suspeito foi identificado: Yacine Salhi, motorista e entregador, com 35 anos de idade, que vivia em Saint-Priest (Ardèche), perto de Lyon.
O suspeito não tinha antecedentes criminais mas passou a ser vigiado pelos serviços de informações francês entre 2006 e 2008. Ele parece ser próximo do movimento islâmico Salafista. 